# Benoît d'Aubert
Pour les articles homonymes, voir Aubert.
Benoît d'Aubert est un réalisateur français de télévision.

## Filmographie
- 2000 : PJ série télévisée
- 2002 : Vertiges série télévisée
- 2002 : Accords et à cris (téléfilm)[1]
- 2003 : La Bastide bleue (téléfilm)
- 2003 : Boulevard du Palais série télévisée
- 2003 : Femmes de loi série télévisée
- 2005 : Petit homme (téléfilm)
- 2005 : Les Montana série télévisée
- 2006-2009 : Les Tricheurs série télévisée
- 2009 : Enquêtes réservées série télévisée
- 2009 : Panique ! (téléfilm)
- 2010 : En apparence (téléfilm)
- 2010 : Drôle de famille ! série télévisée
- 2011 : Insoupçonnable (téléfilm)
- 2012 : Chambre 327 série télévisée
- 2015 :  Plus belle la vie (prime-time)
- 2017 :  Demain nous appartient (série quotidienne)
- 2018 :  Un si grand soleil (série quotidienne - épisodes 1 à 15)
- 2018 :  Plus belle la vie : Amours vraies (prime-time)